# Diomede I Carafa

Stemma Carafa

Diomede I Carafa (Napoli, 1406 circa – Napoli, 17 maggio 1487) è stato un politico italiano.

## Biografia
Membro del casato napoletano dei Carafa, figlio di Antonio detto Malizia, trascorse la gioventù presso la corte aragonese a Barcellona. Nel 1442 conquistò Napoli insieme ad Alfonso V d'Aragona, divenendo poi ministro del suo successore Ferrante d'Aragona. Era ben voluto dal re, tanto che nel 1458 ottenne il "mero e misto imperio" sul feudo di Casalduni e su quello di Giugliano. Diventato conte di Maddaloni nel 1465, nel 1466 si fece costruire un grande palazzo di stile rinascimentale tuttora esistente a Napoli e conosciuto come il palazzo Diomede Carafa. Ivi sistemò la sua collezione di antichità, la più ricca di Napoli a quest'epoca. Scrisse otto trattati pratici di morale politica e tattica militare. Intorno al 1480 scrisse il De regis et boni principis officio, opera pseudopolitologica servita da modello per Bartolomeo Sacchi e Giovanni Pontano. Fu amico di Lorenzo il Magnifico, signore di Firenze, che gli regalò la testa di cavallo bronzea eseguita da Donatello oggi conservata presso il museo archeologico nazionale di Napoli, e fece sposare sua nipote Giovanna Carafa con Giovanni Francesco II Pico della Mirandola.

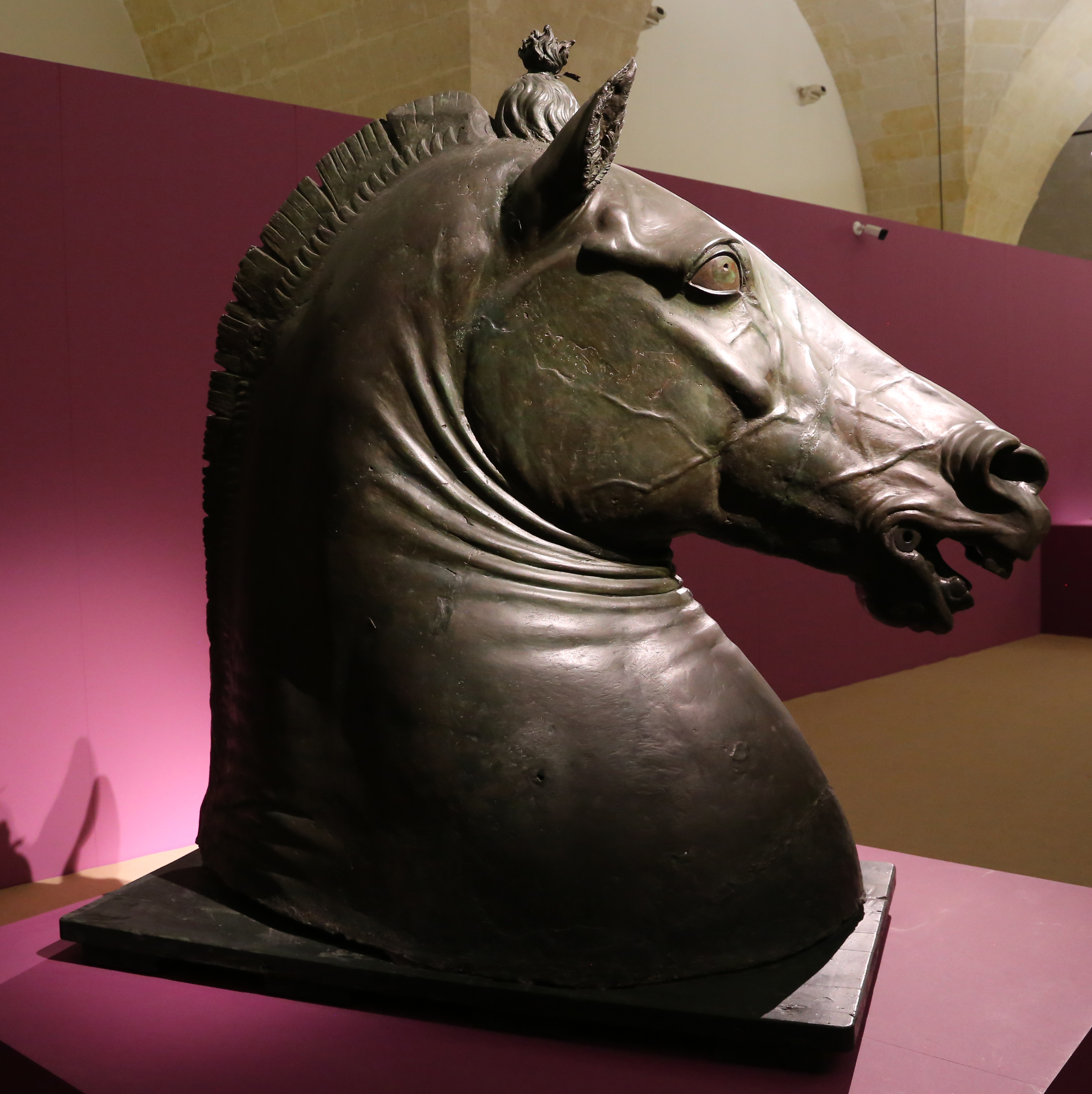
Protome Carafa - Donatello, Museo archeologico nazionale di Napoli

## Opere
- Diomede Carafa, Trattato dello optimo cortesano, 4ª ed., Napoli, Mattia Moravo, 1489.